# Mario Mosquera Roa
Mario Arturo Mosquera Roa (Huépil, 27 de abril de 1929 - noviembre de 2010) fue un dirigente sindical y político del Partido Demócrata Cristiano. 

## Biografía
Nació el 27 de abril de 1929, en Huépil, comuna de Tucapel, Región del Biobío. Hijo de Pedro Pascual Mosquera Torre y María Eulogia Roa Rivera. Casado con Sara Lidia Campos Parra (con quien tuvo tres hijos) y en segundo matrimonio, con Elsa Villablanca Avello (con quien tuvo una hija).
Realizó sus estudios en la Escuela Industrial de Angol, donde obtuvo un grado de oficio.
Inició sus actividades políticas como presidente del Centro de Alumnos de la Escuela Industrial de Angol en 1947. Más tarde, integró la directiva del Sindicato Industrial de la Compañía de Acero del Pacífico, CAP y fue elegido secretario de la misma en el período 1960-1961. Siendo reelecto en el cargo por diez años.
En 1957 se integró al Partido Demócrata Cristiano donde ocupó la mayoría de los cargos, a excepción de la presidencia.
En las elecciones municipales de 1963 fue elegido regidor por Concepción.
En las elecciones parlamentarias de 1965 fue elegido diputado por la "Decimoséptima Agrupación Departamental Concepción, Tomé, Talcahuano, Coronel y Yumbel", período 1965-1969. Integró la Comisión Permanente de Vías y Obras Públicas.
En las elecciones parlamentarias de 1969 fue elegido diputado por la "Decimoséptima Agrupación Departamental Concepción, Tomé, Talcahuano, Coronel y Yumbel", período 1969-1973. Integró la Comisión Permanente de Obras Públicas y Transportes; y la de Trabajo y Seguridad Social, la que presidió.
No fue reelecto en las elecciones parlamentarias de 1973.
Falleció en noviembre de 2010 tras una larga enfermedad.

## Historial electoral

### Elecciones parlamentarias de 1973
- Elecciones parlamentarias de 1973 para la 17ª Agrupación Departamental de Concepción[1]